# Playa de Cuyutlán
La Playa de Cuyutlán es una playa localizada en el municipio de Armería, en Colima, México. Esta playa es de fuerte oleaje y ofrece un espectáculo visual muy llamativo, ya que su arena gris oscura contrasta con las multicoloridas sombrillas y con la blancura de su espuma que resulta de las grandes olas reventando. La playa es ideal para los amantes del surf y windsurfing en los meses de abril a junio ya que las olas alcanzan grandes alturas, y en algunas ocasiones alcanzan a medir 8 metros. Existe en ella una zona donde se permite acampar a los turistas. Su característica "Ola verde" (así se llamó a la gran ola que se derivó después de un temblor y que devastó el pueblo de Cuyutlán) es uno de sus mayores atractivos. Limita tierra adentro con el pueblo de Cuyutlán desde donde se puede observar la Laguna de Cuyutlán.